# Roberto Battaglia
Roberto Battaglia (Roma, 17 febbraio 1913 – Roma, 20 febbraio 1963) è stato uno storico e partigiano italiano, Medaglia d'Argento al Valor militare.

## Biografia
Dopo essersi laureato in Lettere nel 1935 fu inviato, come ufficiale, nella guerra d'Africa. Scrittore di saggi artistico-letterari, nel 1942 si avvicinò all'ambiente antifascista di Giustizia e Libertà e dopo l'8 settembre 1943 partecipò come partigiano, col nome di battaglia Renzo Barocci, alla attività di resistenza nell'Umbria. Dopo il ritiro delle armate tedesche sulla linea Gotica si fece paracadutare in Garfagnana dove divenne il commissario politico della Divisione “Lunense. Per questa attività gli venne assegnata la Medaglia d'Argento al Valore militare.
Inizialmente legato al Partito d'Azione (con cui venne eletto consigliere comunale a Carrara), nel 1948 si iscrisse al PCI e cominciò la sua attività storiografica: particolarmente importante risultò la sua Storia della Resistenza italiana, primo studio sistematico sul fenomeno, uscito nel 1953, con cui vinse il Premio Viareggio. Differentemente da quanto fatto negli anni precedenti, Battaglia rifiutò di inquadrare la Resistenza partigiana nella categoria della "guerra civile" preferendo la definizione "guerra di popolo", conformemente alla storiografia marxista allora dominante.
Battaglia rappresenta il movimento partigiano come un esercito di popolo in lotta contro un fascismo repubblicano completamente isolato dalle masse. In particolare, evidenzia un consenso diffuso anche nell'ambiente contadino, che avrebbe assicurato il sostegno materiale e morale alla resistenza partigiana, ed il netto rifiuto del nazifascismo da parte delle masse popolari. Inoltre sottolinea il fallimento del nuovo fascismo di Salò nei confronti degli strati popolari ed anche del ceto medio, la sua dipendenza totale per la propria sopravvivenza dall'appoggio tedesco e la sua funzione effettiva di «agenzia di reclutamento al servizio dell'invasore». Battaglia descrive anche le motivazioni «aberranti» presenti negli aderenti alla RSI, basate sui «torbidi» miti del «tradimento», dell'«eroismo» solitario, della lotta di «pochi, ma sani» contro il resto del mondo, che «spinsero alcune migliaia di individui a farsi complici, se non promotori di tanti delitti contro la propria gente».
L'opera, per la sua completezza e i suoi non comuni pregi letterari, ebbe immediatamente vastissima diffusione: fu ristampata più volte e tradotta in diverse lingue e venne anche ridotta dallo stesso autore, in collaborazione con Giuseppe Garritano, in una Breve storia della resistenza italiana edita a Torino nel 1955; alla fine del 1962 il Battaglia consegnò all'editore Einaudi il manoscritto ampiamente rimaneggiato per la terza edizione, pubblicato postumo nel capoluogo piemontese nel 1964.
Successivamente virò la sua attenzione al periodo crispino, condannando nettamente l'imperialismo e la politica colonialista dello statista siciliano, rilevandone le radici retorico-letterarie piuttosto che reali esigenze economico-militari. Giornalista, fu anche dirigente dell'ANPI e membro della segreteria nazionale del Sindacato della scuola media. Morì improvvisamente mentre si accingeva a scrivere una storia del PCI.

## Opere
- Un uomo, un partigiano, Roma-Firenze-Milano, Edizioni U, settembre 1945. - Torino, Einaudi, 1965; Bologna, Il Mulino, 2004.
- Storia della Resistenza italiana, Collana Saggi n.165, Torino, Einaudi, 1953. - II ed. riveduta e ampliata, Biblioteca di cultura storica, Einaudi, 1964.
- R. Battaglia-Giuseppe Garritano, Breve storia della Resistenza italiana, Torino, Einaudi, 1955.
- La prima guerra d'Africa, Torino, Einaudi, 1958.
- La seconda guerra mondiale, Roma, Editori Riuniti, 1960.
- Risorgimento e Resistenza, Roma, Editori Riuniti, 1964.

## Onorificenze
Medaglia d'argento al valor militare